# Kazuna Takase
Kazuna Takase (født 6. august 1999) er en japansk fodboldspiller.
Han har spillet for flere forskellige klubber i sin karriere, herunder FC Tokyo.